# لیسا فلدمن برت
لیسا فلدمن برت (انگلیسی: Lisa Feldman Barrett؛ زادهٔ ۱۹۶۳ (۶۱–۶۲ سال)) استاد برجسته دانشگاه در رشته روان‌شناسی در دانشگاه نورث‌ایسترن است و در آنجا کارهایش روی علوم عاطفی متمرکز است.